# Jovenel Moïse
Jovenel Moïse (født 26. juni 1968, død 7. juli 2021) var en haitiansk forretningsmand og politiker, der var Haitis præsident fra 2017 til 2021, hvor han blev dræbt ved et attentat.
Han blev indsat i præsidentembedet i februar 2017 efter at have vundet præsidentvalget i november 2016. I 2019 opstod protester og uroligheder i landet rettet mod Moïse, hvilket udviklede sig til en politisk krise. Om morgenen den 7. juli 2021 trængte en bevæbnet gruppe mænd ind i Moïses hjem i Pétionville, hvor de dræbte Moïse og sårede hans hustru.

## Politisk karriere
Moïse havde drevet forskellige forretningsprojekter og blev i 2015 nomineret som præsidentkandidat af daværende præsident Michel Martelly for Martellys centrum-højre parti Haitian Tèt Kale Party (PHTK). Under valgkampen lovede Moïse støtte til økologisk landbrug, som han udså som en fremtidig indtægtskilde for Haiti. Derudover lovede han støtte til uddannelse, sundhed, energireformer, udvikling af Haitis turisme med økoturisme m.m. Moïse fik 32,8 % af stemmerne ved valgets første runde i oktober 2015 og kunne derfor gå til præsidentvalgets anden runde mod modkandidaten Jude Célestin, der var blevet nummer to i første runde. En exit poll foretaget af avisen Haiti Sentinel viste imidlertid, at Moïse blot havde fået 6 % af stemmerne, og Célestin og mange andre anså valgresultatet fra første runde som valgsvindel. Flere tusinder deltog i voldelige protester, hvorefter anden valgrunde blev udskudt. Efterfølgende blev valgresultatet fra første runde annulleret i 2016. I februar 2016 trådte præsident Michel Martelly tilbage ved udløbet af sin præsidentperiode, hvorefter præsidentembedet blev midlertidigt overtaget af Jocelerme Privert, indtil et nyt præsidentvalg kunne gennemføres.
Den 20. november 2016 blev afholdt nyt valg, og en uge senere blev Moïse erklæret vinder med 55,67 % af stemmerne. Valgdeltagelsen var 21 %. Da Moïse ifølge det officielle valgresultat havde opnået mere end 50% af stemmerne, var ingen anden valgrunde. Jovenel Moïse blev indsat i præsidentembedet den 7. februar 2017 for en femårig periode.
Flere oppositionsledere hævdede, at Moïses femårige præsidentperiode skulle udløbe fem år efter de aflyste valg i 2015-16, dvs. den 7. februar 2021, fem år efter forgængeren trådte tilbage. Den amerikanske regering forsøgte at mægle i konflikten.

## Attentat
Den 7. juli 2021 blev Moïse likvideret, da bevæbnede mænd trængte ind i hans hjem i distriktet Pèlerin 5 i Pétionville. Ægtefællen Martine Moïse blev såret ved angrebet og indlagt på hospital.
Haitis myndigheder har efterfølgende oplyst, at angrebet blev udført af 26 colombianske mænd, heraf flere tidligere soldater og to haitisk-amerikanske mænd. Haitianske myndigheder har dræbt og tilfangetaget flere af de hævdede gerningsmænd. Omstændighederne omkring attentatet er imidlertid uklare.